# Taisuke Nakamura
Taisuke Nakamura (中村 太亮 Nakamura Taisuke?, Kioto, 19 de julio de 1989) es un exfutbolista japonés que jugaba como defensa.

## Trayectoria

### Clubes
| Club                 | País  | Año       |
| -------------------- | ----- | --------- |
| Kyoto Sanga F. C.    | Japón | 2008-2011 |
| Albirex Niigata      | Japón | 2012      |
| Montedio Yamagata    | Japón | 2013      |
| JEF United Chiba     | Japón | 2014-2015 |
| Júbilo Iwata         | Japón | 2016-2017 |
| Omiya Ardija         | Japón | 2018-2019 |
| Iwate Grulla Morioka | Japón | 2020-2022 |